# Gran Premio di superbike di Imola 2003
Il Gran Premio di superbike di Imola 2003 è stato l'undicesima prova su dodici del campionato mondiale Superbike 2003, disputato il 28 settembre sull'Autodromo Enzo e Dino Ferrari, in gara 1 ha visto la vittoria di Rubén Xaus davanti a Neil Hodgson e Régis Laconi, lo stesso pilota si è ripetuto anche in gara 2, davanti a Régis Laconi e Gregorio Lavilla.
La vittoria nella gara valevole per il campionato mondiale Supersport 2003 è stata ottenuta da Karl Muggeridge, mentre la gara del campionato Europeo della classe Superstock viene vinta da Michel Fabrizio.

## Risultati

### Gara 1

#### Arrivati al traguardo[5]
| Pos. | Nº  | Pilota              | Squadra                  | Motocicletta       | Giri | Tempo     | Griglia | Punti |
| ---- | --- | ------------------- | ------------------------ | ------------------ | ---- | --------- | ------- | ----- |
| 1º   | 11  | Rubén Xaus          | Ducati Fila              | Ducati 999F03      | 21   | 38:30.586 | 1º      | 25    |
| 2º   | 100 | Neil Hodgson        | Ducati Fila              | Ducati 999F03      | 21   | +0:02.793 | 3º      | 20    |
| 3º   | 55  | Régis Laconi        | Caracchi NCR Nortel Net. | Ducati 998RS       | 21   | +0:08.778 | 2º      | 16    |
| 4º   | 10  | Gregorio Lavilla    | Alstare Suzuki           | Suzuki GSX-R 1000  | 21   | +0:32.344 | 9º      | 13    |
| 5º   | 7   | Pierfrancesco Chili | PSG-1                    | Ducati 998RS       | 21   | +0:37.382 | 5º      | 11    |
| 6º   | 99  | Steve Martin        | D.F.X. Racing            | Ducati 998RS       | 21   | +0:39.576 | 7º      | 10    |
| 7º   | 4   | Troy Corser         | Foggy Petronas Racing    | Petronas FP1       | 21   | +0:50.840 | 6º      | 9     |
| 8º   | 6   | Mauro Sanchini      | Kawasaki Bertocchi       | Kawasaki ZX7RR     | 21   | +1:00.616 | 14º     | 8     |
| 9º   | 5   | Ivan Clementi       | Kawasaki Bertocchi       | Kawasaki ZX7RR     | 21   | +1:01.306 | 11º     | 7     |
| 10º  | 20  | Marco Borciani      | D.F.X. Racing            | Ducati 998RS       | 21   | +1:09.525 | 13º     | 6     |
| 11º  | 33  | Juan Borja          | D.F.X. Racing            | Ducati 998RS       | 21   | +1:10.844 | 8º      | 5     |
| 12º  | 48  | David García        | Caracchi NCR Nortel Net. | Ducati 998RS       | 21   | +1:21.015 | 15º     | 4     |
| 13º  | 39  | Alessandro Gramigni | Nuvolari 391             | Yamaha YZF R1      | 21   | +1:29.975 | 17º     | 3     |
| 14º  | 16  | Sergio Fuertes      | MIR Racing               | Suzuki GSX-R 1000  | 21   | +1:33.884 | 16º     | 2     |
| 15º  | 96  | Luca Pini           | Boselli Racing           | Suzuki GSX-R 1000  | 21   | +1:44.014 | 20º     | 1     |
| 16º  | 29  | Giuseppe Zannini    | Pro.Con.                 | Ducati 998RS       | 20   | +1 giro   | 22º     |       |
| 17º  | 22  | Horst Saiger        | Remus Racing Austria     | Yamaha YZF R1      | 20   | +1 giro   | 21º     |       |
| 18º  | 91  | Walter Tortoroglio  | White Endurance          | Honda VTR 1000 SP2 | 20   | +1 giro   | 19º     |       |
| 19º  | 26  | Luca Pedersoli      | Team Pedercini           | Ducati 998RS       | 20   | +1 giro   | 24º     |       |
| 20º  | 98  | Gianmaria Liverani  | UnionBike GiMotorsport   | Yamaha YZF R1      | 20   | +1 giro   | 26º     |       |
| 21º  | 57  | Simone Conti        | Scuderia HF              | Suzuki GSX 1000R   | 20   | +1 giro   | 25º     |       |

#### Ritirati
| Nº | Pilota          | Squadra               | Motocicletta  | Giri | Griglia |
| -- | --------------- | --------------------- | ------------- | ---- | ------- |
| 19 | Lucio Pedercini | Team Pedercini        | Ducati 998RS  | 13   | 12º     |
| 82 | Lorenzo Mauri   | Team Pedercini        | Ducati 998RS  | 13   | 23º     |
| 9  | Chris Walker    | HM Plant Ducati       | Ducati 998F02 | 11   | 10º     |
| 8  | James Haydon    | Foggy Petronas Racing | Petronas FP1  | 5    | 18º     |
| 52 | James Toseland  | HM Plant Ducati       | Ducati 998F02 | 1    | 4º      |
| 23 | Jiří Mrkývka    | JM SBK Team           | Ducati 998RS  | 1    | 27º     |

### Gara 2

#### Arrivati al traguardo[6]
| Pos. | Nº  | Pilota              | Squadra                  | Motocicletta       | Giri | Tempo     | Griglia | Punti |
| ---- | --- | ------------------- | ------------------------ | ------------------ | ---- | --------- | ------- | ----- |
| 1º   | 11  | Rubén Xaus          | Ducati Fila              | Ducati 999F03      | 21   | 38:29.867 | 1º      | 25    |
| 2º   | 55  | Régis Laconi        | Caracchi NCR Nortel Net. | Ducati 998RS       | 21   | +0:12.038 | 2º      | 20    |
| 3º   | 10  | Gregorio Lavilla    | Alstare Suzuki           | Suzuki GSX-R 1000  | 21   | +0:15.741 | 9º      | 16    |
| 4º   | 100 | Neil Hodgson        | Ducati Fila              | Ducati 999F03      | 21   | +0:24.846 | 3º      | 13    |
| 5º   | 9   | Chris Walker        | HM Plant Ducati          | Ducati 998F02      | 21   | +0:25.952 | 10º     | 11    |
| 6º   | 19  | Lucio Pedercini     | Team Pedercini           | Ducati 998RS       | 21   | +0:51.778 | 12º     | 10    |
| 7º   | 4   | Troy Corser         | Foggy Petronas Racing    | Petronas FP1       | 21   | +0:55.582 | 6º      | 9     |
| 8º   | 6   | Mauro Sanchini      | Kawasaki Bertocchi       | Kawasaki ZX7RR     | 21   | +1:00.859 | 14º     | 8     |
| 9º   | 33  | Juan Borja          | D.F.X. Racing            | Ducati 998RS       | 21   | +1:03.424 | 8º      | 7     |
| 10º  | 48  | David García        | Caracchi NCR Nortel Net. | Ducati 998RS       | 21   | +1:17.924 | 15º     | 6     |
| 11º  | 20  | Marco Borciani      | D.F.X. Racing            | Ducati 998RS       | 21   | +1:31.807 | 13º     | 5     |
| 12º  | 39  | Alessandro Gramigni | Nuvolari 391             | Yamaha YZF R1      | 21   | +1:34.712 | 17º     | 4     |
| 13º  | 16  | Sergio Fuertes      | MIR Racing               | Suzuki GSX-R 1000  | 21   | +1:43.592 | 16º     | 3     |
| 14º  | 22  | Horst Saiger        | Remus Racing Austria     | Yamaha YZF R1      | 20   | +1 giro   | 21º     | 2     |
| 15º  | 96  | Luca Pini           | Boselli Racing           | Suzuki GSX-R 1000  | 20   | +1 giro   | 20º     | 1     |
| 16º  | 91  | Walter Tortoroglio  | White Endurance          | Honda VTR 1000 SP2 | 20   | +1 giro   | 19º     |       |
| 17º  | 57  | Simone Conti        | Scuderia HF              | Suzuki GSX 1000R   | 20   | +1 giro   | 25º     |       |

#### Ritirati
| Nº | Pilota              | Squadra                | Motocicletta   | Giri | Griglia |
| -- | ------------------- | ---------------------- | -------------- | ---- | ------- |
| 52 | James Toseland      | HM Plant Ducati        | Ducati 998F02  | 15   | 4º      |
| 98 | Gianmaria Liverani  | UnionBike GiMotorsport | Yamaha YZF R1  | 14   | 26º     |
| 7  | Pierfrancesco Chili | PSG-1                  | Ducati 998RS   | 12   | 5º      |
| 29 | Giuseppe Zannini    | Pro.Con.               | Ducati 998RS   | 11   | 22º     |
| 82 | Lorenzo Mauri       | Team Pedercini         | Ducati 998RS   | 9    | 23º     |
| 5  | Ivan Clementi       | Kawasaki Bertocchi     | Kawasaki ZX7RR | 7    | 11º     |
| 26 | Luca Pedersoli      | Team Pedercini         | Ducati 998RS   | 6    | 24º     |
| 8  | James Haydon        | Foggy Petronas Racing  | Petronas FP1   | 5    | 18º     |
| 23 | Jiří Mrkývka        | JM SBK Team            | Ducati 998RS   | 1    | 27º     |
| 99 | Steve Martin        | D.F.X. Racing          | Ducati 998RS   | 1    | 7º      |

### Supersport

#### Arrivati al traguardo
| Pos. | Nº  | Pilota                   | Squadra                  | Motocicletta    | Giri | Tempo     | Griglia | Punti |
| ---- | --- | ------------------------ | ------------------------ | --------------- | ---- | --------- | ------- | ----- |
| 1º   | 31  | Karl Muggeridge          | Ten Kate Honda           | Honda CBR 600RR | 21   | 39'48.471 | 1º      | 25    |
| 2º   | 7   | Chris Vermeulen          | Ten Kate Honda           | Honda CBR 600RR | 21   | +0.771    | 3º      | 20    |
| 3º   | 4   | Jurgen van den Goorbergh | Yamaha Belgarda          | Yamaha YZF R6   | 21   | +7.380    | 5º      | 16    |
| 4º   | 3   | Stéphane Chambon         | Alstare Suzuki           | Suzuki GSX 600R | 21   | +10.035   | 2º      | 13    |
| 5º   | 116 | Sébastien Charpentier    | Klaffi Honda             | Honda CBR 600RR | 21   | +10.766   | 4º      | 11    |
| 6º   | 69  | Gianluca Nannelli        | Lorenzini by Leoni       | Yamaha YZF R6   | 21   | +13.884   | 8º      | 10    |
| 7º   | 84  | Tekkyū Kayō              | Yamaha Belgarda          | Yamaha YZF R6   | 21   | +15.870   | 7º      | 9     |
| 8º   | 9   | Iain MacPherson          | Van Zon Honda T.K.R.     | Honda CBR 600RR | 21   | +34.341   | 18º     | 8     |
| 9º   | 87  | Antonio Carlacci         | Start Team               | Yamaha YZF R6   | 21   | +35.085   | 13º     | 7     |
| 10º  | 16  | Simone Sanna             | Yamaha Belgarda          | Yamaha YZF R6   | 21   | +35.151   | 15º     | 6     |
| 11º  | 21  | Matthieu Lagrive         | Yamaha France - Ipone    | Yamaha YZF R6   | 21   | +35.266   | 16º     | 5     |
| 12º  | 93  | Christian Kellner        | Yamaha Motor Deutschland | Yamaha YZF R6   | 21   | +40.252   | 12º     | 4     |
| 13º  | 18  | Robert Ulm               | Klaffi Honda             | Honda CBR 600RR | 21   | +44.370   | 11º     | 3     |
| 14º  | 8   | Jörg Teuchert            | Yamaha Motor Deutschland | Yamaha YZF R6   | 21   | +53.157   | 14º     | 2     |
| 15º  | 89  | Alessandro Polita        | Italia Spadaro F.R.      | Yamaha YZF R6   | 21   | +53.498   | 21º     | 1     |
| 16º  | 34  | Didier Van Keymeulen     | Saveko Racing            | Kawasaki ZX6RR  | 21   | +56.687   | 23º     |       |
| 17º  | 63  | Walter Bartolini         | CRS Grand Prix           | Honda CBR 600RR | 21   | +1'12.119 | 29º     |       |
| 18º  | 64  | Denis Sacchetti          | Max Motor Sport-Parimoto | Yamaha YZF R6   | 21   | +1'12.731 | 25º     |       |
| 19º  | 62  | Jury Proietto            | Superbike Racing         | Honda CBR 600RR | 21   | +1'16.362 | 28º     |       |
| 20º  | 22  | Stefano Cruciani         | Kawasaki Bertocchi       | Kawasaki ZX6RR  | 19   | +2 giri   | 26º     |       |

#### Ritirati
| Nº | Pilota            | Squadra                  | Motocicletta    | Giri | Griglia |
| -- | ----------------- | ------------------------ | --------------- | ---- | ------- |
| 42 | Shannon Johnson   | Moto 1                   | Honda CBR 600RR | 20   | 22º     |
| 83 | Kevin Curtain     | Yamaha Motor Deutschland | Yamaha YZF R6   | 18   | 10º     |
| 17 | Pere Riba         | Kawasaki R.T. KRT        | Kawasaki ZX6RR  | 11   | 19º     |
| 88 | Ivan Goi          | Team Tienne              | Yamaha YZF R6   | 9    | 24º     |
| 2  | Katsuaki Fujiwara | Alstare Suzuki           | Suzuki GSX 600R | 6    | 6º      |
| 11 | Arno Visscher     | Saveko Racing            | Kawasaki ZX6RR  | 5    | 30º     |
| 1  | Fabien Foret      | Kawasaki R.T. KRT        | Kawasaki ZX6RR  | 2    | 9º      |
| 71 | Werner Daemen     | Van Zon Honda T.K.R.     | Honda CBR 600RR | 2    | 20º     |

### Superstock

#### Arrivati al traguardo
| Pos. | Nº | Pilota                 | Squadra                   | Motocicletta     | Giri | Tempo     | Griglia | Punti |
| ---- | -- | ---------------------- | ------------------------- | ---------------- | ---- | --------- | ------- | ----- |
| 1º   | 84 | Michel Fabrizio        | Alstare Suzuki Italia     | Suzuki GSX 1000R | 13   | 24'50.551 | 1º      | 25    |
| 2º   | 10 | Riccardo Chiarello     | D.F.X. Racing             | Ducati 999S      | 13   | +9.276    | 4º      | 20    |
| 3º   | 44 | John Laverty           | EMS Racing                | Suzuki GSX 1000R | 13   | +16.240   | 9º      | 16    |
| 4º   | 73 | Bernat Martínez        | MIR Racing                | Suzuki GSX 1000R | 13   | +17.555   | 5º      | 13    |
| 5º   | 16 | Enrique Rocamora       | Electrolombar Racing      | Suzuki GSX 1000R | 13   | +18.847   | 10º     | 11    |
| 6º   | 8  | James Ellison          | HAP Racing                | Suzuki GSX 1000R | 13   | +22.868   | 12º     | 10    |
| 7º   | 37 | William De Angelis     | Rox Racing                | Ducati 999S      | 13   | +23.263   | 8º      | 9     |
| 8º   | 3  | Gianluca Vizziello     | UnionBike GiMotorsport    | Yamaha YZF R1    | 13   | +25.872   | 14º     | 8     |
| 9º   | 5  | Alessio Velini         | Italia Lorenzini by Leoni | Yamaha YZF R1    | 13   | +29.092   | 16º     | 7     |
| 10º  | 41 | Pierrot Lerat-Vanstaen | Plein Gaz                 | Suzuki GSX 1000R | 13   | +32.323   | 17º     | 6     |
| 11º  | 15 | Alex Martinez          | Celani                    | Suzuki GSX 1000R | 13   | +39.239   | 15º     | 5     |
| 12º  | 65 | Enrico Pasini          | Boselli Racing            | Suzuki GSX 1000R | 13   | +39.976   | 19º     | 4     |
| 13º  | 86 | Ayrton Badovini        | Biassono R.T. EVR Corse   | Ducati 999S      | 13   | +41.659   | 25º     | 3     |
| 14º  | 97 | Giovanni Scillieri     | UnionBike GiMotorsport    | Yamaha YZF R1    | 13   | +42.814   | 13º     | 2     |
| 15º  | 72 | Marco Tonini           | La Marca                  | Suzuki GSX 1000R | 13   | +43.112   | 20º     | 1     |
| 16º  | 38 | Lorenzo Lanzi          | Rox Racing                | Ducati 999S      | 13   | +45.998   | 3º      |       |
| 17º  | 77 | Nicolas Saelens        | Van Zon Honda Sitra       | Honda CBR 900RR  | 13   | +47.849   | 21º     |       |
| 18º  | 11 | Massimo Bisconti       | Magic Bike Ducci F.R.     | Yamaha YZF R1    | 13   | +49.195   | 22º     |       |
| 19º  | 57 | Ilario Dionisi         | Celani                    | Suzuki GSX 1000R | 13   | +1'03.680 | 2º      |       |
| 20º  | 18 | José Lombardo          | Electrolombar Racing      | Suzuki GSX 1000R | 13   | +1'04.944 | 28º     |       |
| 21º  | 85 | Tomas Miksovsky        | STK Czech Accr            | Honda CBR 900RR  | 13   | +1'05.490 | 27º     |       |
| 22º  | 22 | Christian Dal Corso    | Rox Racing                | Ducati 999S      | 13   | +1'06.667 | 26º     |       |
| 23º  | 20 | Geoffrey Naze          | Zone Rouge                | Yamaha YZF R1    | 13   | +1'17.097 | 29º     |       |
| 24º  | 12 | Leroy Verboven         | ICSAT                     | Suzuki GSX 1000R | 13   | +1'51.311 | 31º     |       |

#### Ritirati
| Nº | Pilota               | Squadra                   | Motocicletta      | Giri | Griglia |
| -- | -------------------- | ------------------------- | ----------------- | ---- | ------- |
| 34 | José Hurtado         | MIR Racing                | Suzuki GSX 1000R  | 11   | 11º     |
| 76 | Fabrizio De Noni     | X Gear                    | Suzuki GSX 1000R  | 8    | 23º     |
| 25 | Alessandro Brannetti | FbC Racing                | Aprilia RSV 1000R | 6    | 6º      |
| 6  | Lorenzo Alfonsi      | Italia Lorenzini by Leoni | Yamaha YZF R1     | 4    | 7º      |
| 28 | Giacomo Romanelli    | X Gear                    | Suzuki GSX 1000R  | 2    | 18º     |
| 96 | Matěj Smrž           | STK Czech Accr            | Honda CBR 900RR   | 0    | 24º     |